# سد بوگوچانی
سد بوگوچانی (روسی: Богучанская ГЭС) یک سد و نیروگاه برق آبی در سرزمین کراسنویارسک کشور روسیه است.